# シルビア (Janne Da Arcの曲)
「シルビア」は、日本のヴィジュアル系ロックバンド・Janne Da Arcの10作目のシングル。

## 概要
- 前作「seed」から約3か月ぶり、恋愛シングル3部作の第2弾シングル。
- 表題曲はテレビ朝日系列『内村プロデュース』のエンディングテーマに起用された。

## 収録曲
1. シルビア
作詞：yasu
作曲：you、yasu
編曲：Janne Da Arc、岡野ハジメ
ストリングスアレンジ：村山達哉
プロポーズをテーマに制作された。この楽曲で初めて生のストリングスを取り入れている。
2. GUNS
作詞：yasu
作曲：ka-yu
編曲：Janne Da Arc、岡野ハジメ

## 参加ミュージシャン
Janne Da Arc
- yasu：Vocal
- you：Guitar
- ka-yu：Bass
- kiyo：Keyboards
- shuji：Drums

Additional Musician
- 桐山村山ストリングス：Strings (#1)

## タイアップ
- テレビ朝日系列バラエティ番組『内村プロデュース』2001年10月〜12月度エンディングテーマ (#1)

## 収録アルバム
- GAIA (#1 アルバムバージョン)
- ANOTHER SINGLES (#2)
- SINGLES (#1)
- Janne Da Arc MAJOR DEBUT 10th ANNIVERSARY COMPLETE BOX (#1)